# Найкраще (збірка ВВ)
«Найкраще» — це альбом-компіляція гурту Воплі Відоплясова, яка вийшла у Росії, у 2004 році.
У 2001 році контракт з російським лейблом «S.B.A./GALA» Records скінчився, і менеджери фірми вирішили видати заключну збірку найкращих пісень, записаних під час сумісного співробітництва.
Альбом вийшов тільки у Росії.

## Зміст
1. Весна
2. Юра
3. Музіка
4. Гармонія
5. Гей! Любо!
6. Горіла сосна
7. Любов
8. Машина
9. Я Підійду
10. Ліда, Ліда
11. Галілуя
12. Ты Ушёл
13. Галю, Приходь
14. Колись
15. Танці
16. Країна Мрій